# Église de l'Immacolata a Vico
L'église de l'Immacolata a Vico (Immaculée-Conception-de-Vico) est une église du centre historique de Naples située au numéro 20 de la via Fratelli Magnoni qui traverse la Riviera di Chiaia. L'église Santa Maria in Portico se trouve à proximité.

## Histoire et description
L'édifice, construit à la fin du XIXe siècle, est de dimensions modestes. L'intérieur est recouvert d'une voûte en berceau. La façade, très simple dans sa modénature, s'incruste dans l'espace restreint de cette rue étroite. Elle s'élève selon deux ordres et  est composée de deux couples de pilastres doriques, d'une grande fenêtre centrale et d'un portail dans le goût néo-classique. Elle est surmontée d'un tympan triangulaire à la grecque.
La décoration intérieure est d'époque avec des statues et ornements. On remarque plusieurs peintures de Vincenzo Severino (it) (1859-1926).

## Source de la traduction
- (it) Cet article est partiellement ou en totalité issu de l’article de Wikipédia en italien intitulé « Chiesa dell'Immacolata a Vico » (voir la liste des auteurs).